# Afridun Amu
Afridun Amu (* 23. Juni 1987 in Kabul) ist ein afghanischer Surfer. Er hat als erster Wellenreiter Afghanistan in einer Surf-Weltmeisterschaft vertreten. Im Jahr 2012 gründete er die Wave Riders Association of Afghanistan. Amu gewann 2015 bei den Männern die erste offizielle afghanische Surfmeisterschaft in Ericeira, Portugal, und ist amtierender afghanischer Surfmeister. Im Mai 2017 nahm er auch an den World Surfing Games der International Surfing Association (ISA) in Biarritz, Frankreich teil.
Afridun Amu wurde am 23. Juni 1987 in Kabul, Afghanistan geboren und hat seine Kindheit in Moskau, Russland, verbracht, wo sein Vater als Diplomat tätig war, bis er, zusammen mit seiner Familie, 1992 als politischer Flüchtling nach Deutschland gezogen ist. Neben dem ersten Staatsexamen in der Rechtswissenschaft hat er Abschlüsse in Kulturwissenschaft und Design Thinking. Aktuell arbeitet er als Verfassungsrechtsexperte bei der Max-Planck-Stiftung für Internationalen Frieden und Rechtsstaatlichkeit. und als Dozent für Design Thinking an der HPI School of Design Thinking des Hasso-Plattner-Instituts
Bei den Olympischen Sommerspielen 2024 agierte er als Co-Kommentator und Experte der Sportschau in der ARD beim Surfen auf Tahiti.